# Municipio de Dobson (Carolina del Norte)
El municipio de Dobson (en inglés: Dobson Township) es un municipio ubicado en el  condado de Surry en el estado estadounidense de Carolina del Norte. En el año 2010 tenía una población de 8.860 habitantes.

## Geografía
El municipio de Dobson se encuentra ubicado en las coordenadas 36°23′41.48″N 80°42′59.24″O / 36.3948556, -80.7164556.